# Fortaleza de São Sebastião de Baçaim

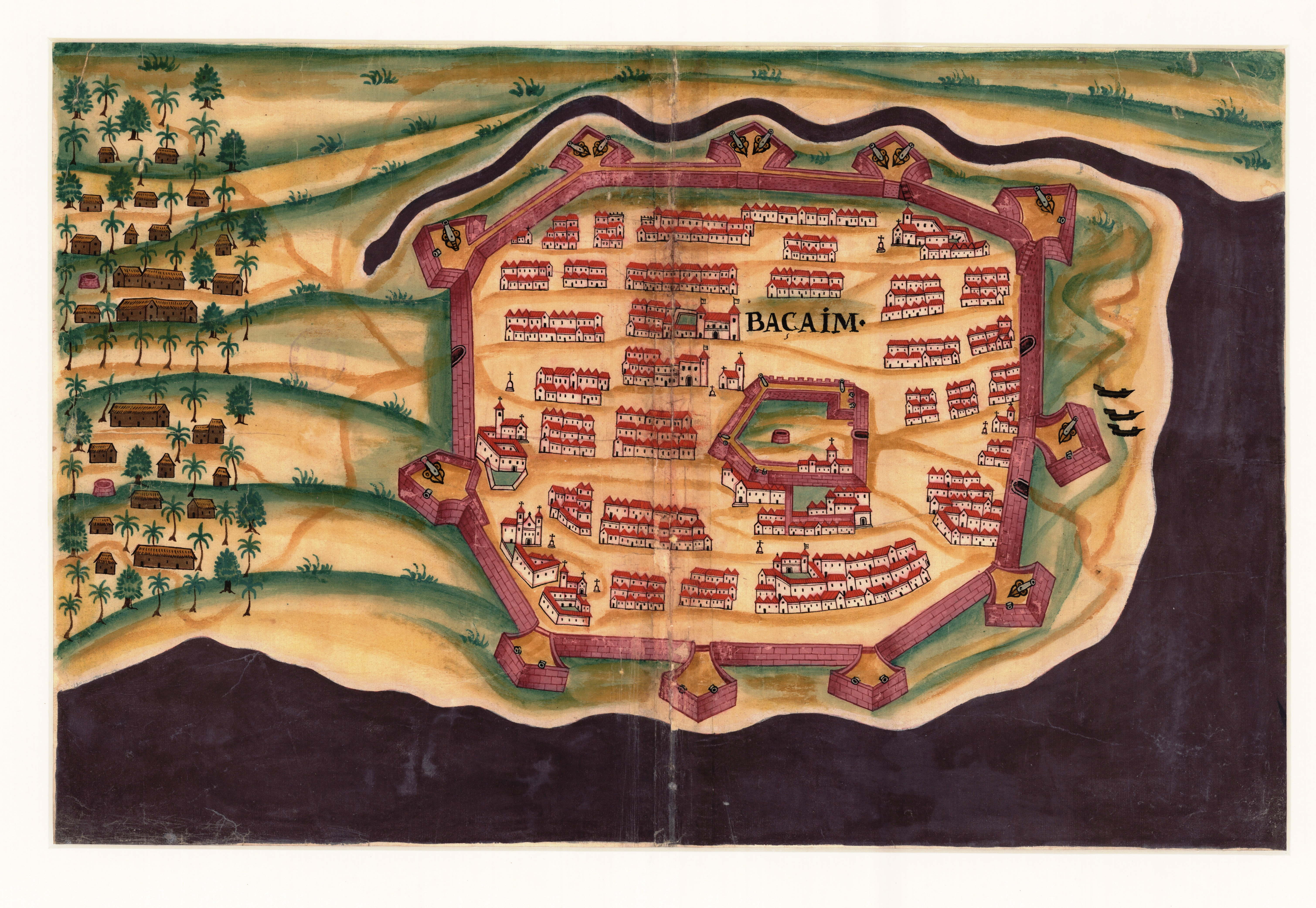
Baçaim, Livro das Plantas de Todas as Fortalezas, 1635

A Fortaleza de São Sebastião de Baçaím, também conhecida como Praça-forte de Baçaim ou Forte de de Baçaim (em inglês: Bassein Fort) é uma fortificação que integrou o Estado Português da Índia entre 1535 e 1739. Localiza-se na antiga cidade de Baçaim (hoje Vasai-Virar), no estado de Maarastra, na Índia, a cerca de 50 quilómetros ao norte do centro de Bombaim.
Constitui uma das mais importantes praças-fortes portuguesas no antigo Indostão.

## História
A cidade, integrante dos domínios do Reino de Cambaia (Sultanato de Guzarate), devia a sua riqueza à pesca, ao comércio de cavalos, de sal, madeiras, pedras para construção (basalto, granito) e à construção naval. Adicionalmente, a região era próspera em termos agrícolas, produzindo arroz, algodão e cana-de-açúcar.
Em 1528, o capitão Heitor da Silveira, conquistou e incendiou a cidade. Após isto, o governante de Tana submeteu-se voluntariamente como tributário a Portugal. Em 1532 teve lugar um novo assalto português a Baçaim e, após uma forte resistência, conseguiram penetrar na sua fortificação, arrasando-a. Em consequência, foi imposto tributo às cidades de Thana, Bandorá, Maim e Bombaim.
Em 23 de dezembro de 1534 o sultão de Guzarate cedeu, através do Tratado de Baçaim, Baçaim e suas dependentes (Salcete, Bombaim, Parel, Vadala, Sião, Vorli, Mazagão, Thana, Bandorá, Maim, Caranja e outras) a Portugal.
No ano seguinte (1535) uma feitoria portuguesa foi instalada em Baçaim, dando-se início à construção da Igreja de Nossa Senhora da Vida. Ainda nesse ano de 1535, as forças do Sultão de Guzerate assaltaram a cidade. Por essa razão, em maio de 1536, por determinação de D. Nuno da Cunha, uma fortificação foi iniciada, em torno da qual a cidade portuguesa floresceu. Com planta atribuída ao milanês Giovanni Battista Cairati, arquiteto-mor de Portugal no Oriente sob o reinado de Filipe I de Portugal (r. 1580–1598), foi consagrada a São Sebastião, apresentando influências do Renascimento europeu.
Os muros da cidade foram erguidos entre 1552 e 1582, pois nesta última data já se encontrava envolvida por imponente muralha de pedra e cal, reforçada por dez modernos baluartes em forma de orelhão, conforme representado em carta de Pedro Barreto de Resende (1635).
Capital da Província do Norte na Índia portuguesa, resistiu aos assaltos de forças locais e estrangeiras até ser ocupada pelas forças do Império Marata, chefiados por Chimaji Appa, que também conquistaram todos os territórios dela dependentes (1739). Da Fortaleza de São Sebastião dependiam as tranqueiras de Saibana, Varenepor, e Conrangem, além do Forte de Mamura, do Forte de Caranjá e os Baluartes de Tana.
Atualmente, as ruínas da cidade e a própria fortaleza, encontram-se ameaçadas pela exploração das jazidas de gás ao longo da costa, e pela proximidade da metrópole de Bombaim, hoje com uma população de mais de onze milhões de habitantes.

## Características
Após o portão de armas abre-se um pequeno pátio de onde as ruinas do antigo forte podem ser contempladas.
No seu interior destacam-se três capelas, onde se reconhece a arquitetura portuguesa do século XVII. A capela mais ao sul encontra-se mais bem conservada, ainda com o seu teto abobadado. Decorado com pedras esculpidas, alguns dos seus arcos ainda revelam a sua antiga riqueza.

## Ligações externas

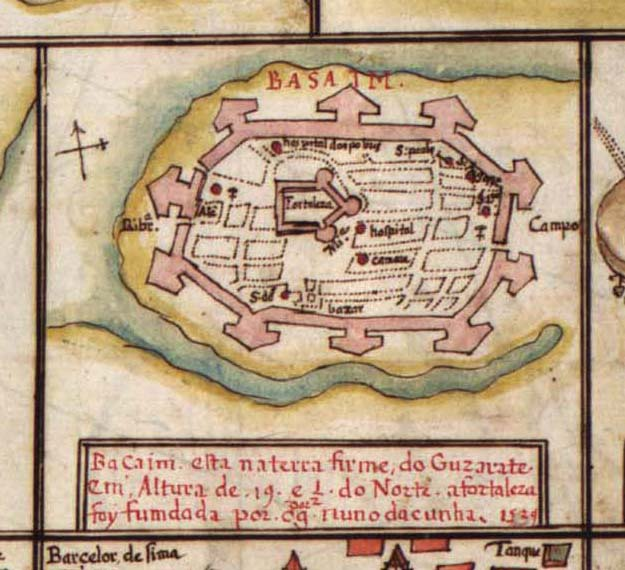
Mapa de Baçaim
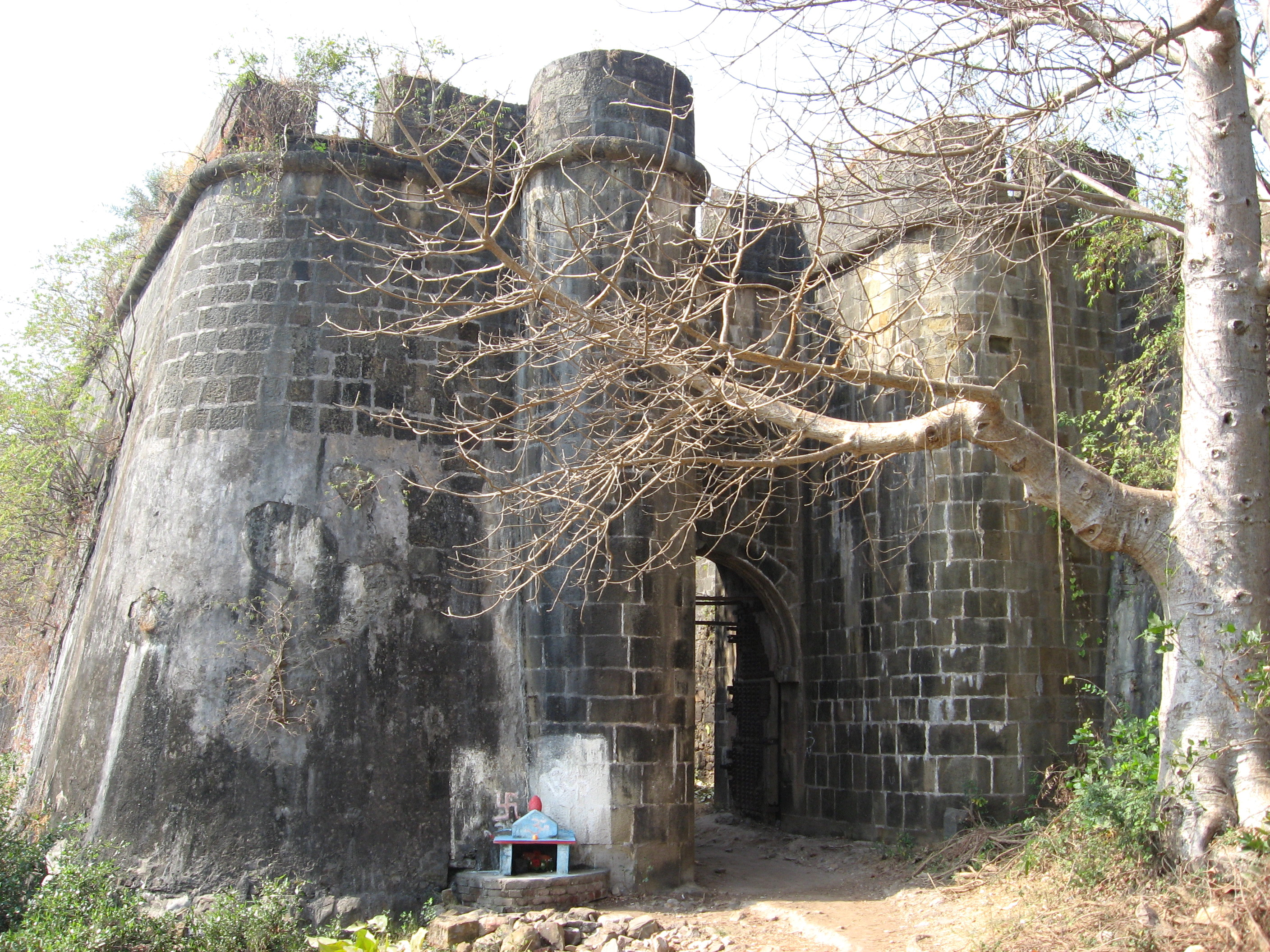
Entrada
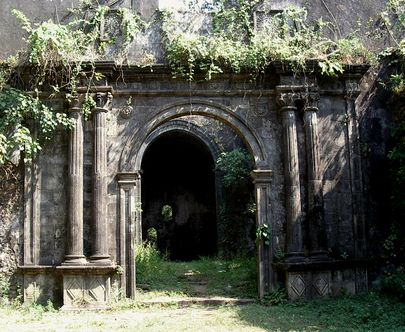
Portão de Armas
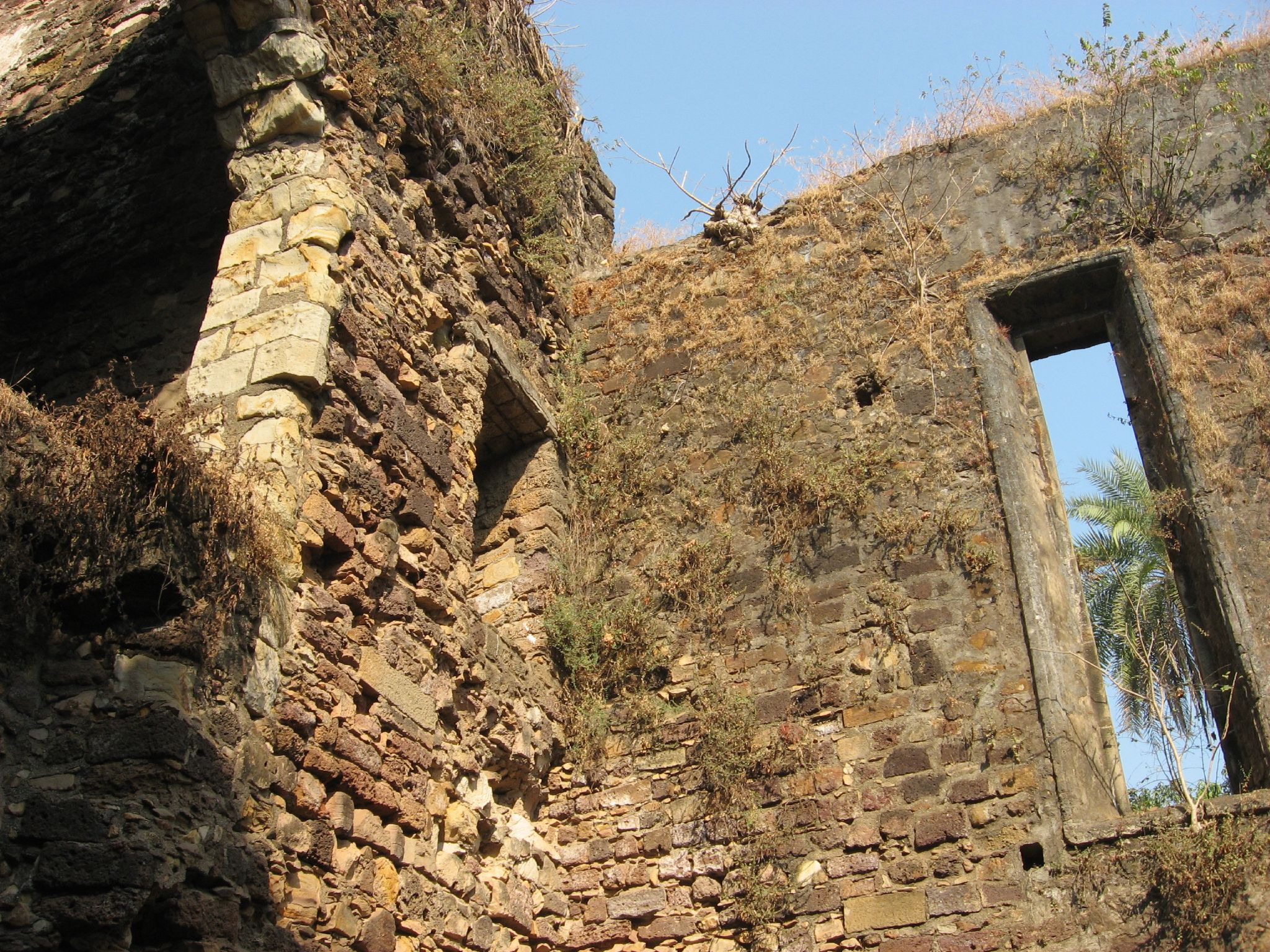
Interior
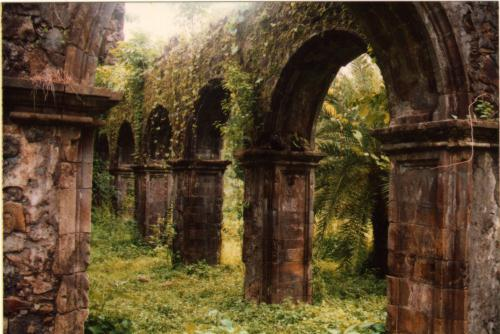
Interior